# Бранденбургский фармацевтический музей
Бранденбургский фармацевтический музей (нем. Brandenburgisches Apothekenmuseum) расположен в историческом здании Львиной аптеки (нем. Löwen-Apotheke) в городе Котбусе (Бранденбург, Германия) и посвящён аптечному делу и фармацевтической продукции ГДР.

## История
В 1568 году маркграф Бранденбурга, в связи с необходимостью улучшения ситуации в области медицины в Котбусе, выдал привилегию на организацию аптеки доктору Петрусу Кнемиандеру (нем. Petrus Cnemiander), который уже в 1573 году открыл Львиную аптеку. Благодаря привилегии Львиная аптека более 200 лет оставалась единственной в городе; вторая аптека в Котбусе — Аптека Адлера (нем. Adler-Apotheke) — открылась только в 1797 году.
Долгие годы продажи лекарств здесь осуществлялись только через окно, войти в помещение аптеки посетители смогли только после 1800 года.

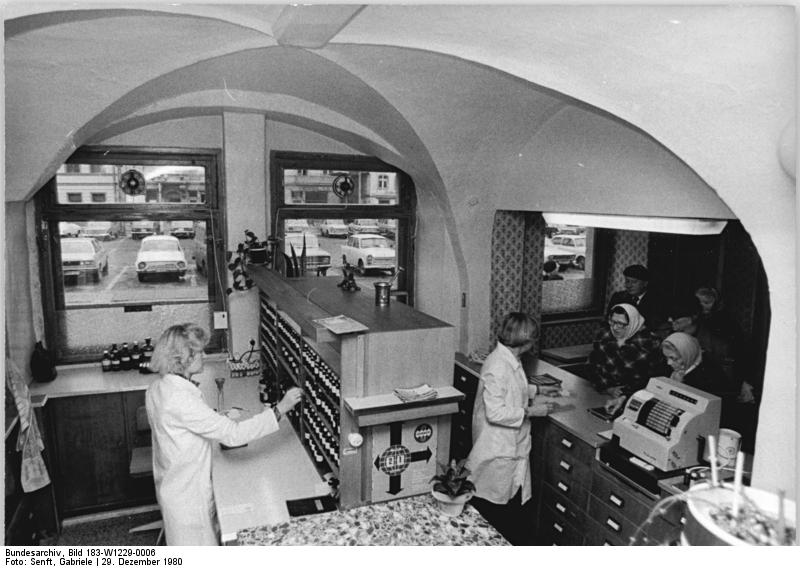
Интерьер аптеки в 1980 году

До того, как в 1951 году аптека была национализирована, у неё с момента основания сменилось 19 собственников.
После того, как в 1980 году комплекс зданий площади Альтмаркт был признан историческим памятником, было принято решение об организации в Львиной аптеке музея. Реставрационные работы начались в 1984 году, а уже 1 июня 1989 года Нижнелужицкий фармацевтический музей (нем. Niederlausitzer Apothekenmuseum) открылся для посетителей.
С годами коллекции музея росли, и в 2002 году было принято повысить его статус с местного до уровня федеральной земли, и музей приобрёл своё нынешнее название.

## Коллекция
Экспозиция музея представлена на общей площади 400 м². В коллекции музея находится аптечная мебель, инструменты, исторические документы, а также около 750 оригинальных фармацевтических препаратов производства ГДР.
Также в аптеке хранится гербарий из порядка 400 растений, который начали собирать в 1850 году.

## Архитектура
Барочный фасад музея выходит на площадь Альтмаркт; его фронтон венчает статуя Гигиеи. Интерьеры оформлены аптечной мебелью разных исторических периодов, начиная с 1870 года.